# Rattus losea sakeratensis
Rattus losea sakeratensis is een ondersoort van de rat Rattus losea die voorkomt in Thailand, behalve het zuiden, in Laos, Vietnam en China ten zuiden van de Yangtze, inclusief Hainan. Deze dieren zijn wat lichter dan de andere ondersoort, R. l. losea uit Taiwan. Dieren uit Vietnam zijn nog wat lichter. De populatie in de provincie Trat in het zuidoosten van Thailand is veel donkerder van kleur, nog donkerder dan de dieren uit Taiwan. De kop-romplengte bedraagt 100 tot 295 mm, de staartlengte 75 tot 180 mm, de achtervoetlengte 19 tot 34 mm, de oorlengte 15 tot 21 mm en de schedellengte 32,5 tot 39,7 mm. De naam sakeratensis was oorspronkelijk beschreven als Rattus sakeratensis Gyldenstolpe, 1917. Later bleek het holotype te bestaan uit een huid van R. losea uit Thailand en een schedel van Maxomys whiteheadi uit het Maleisisch Schiereiland. De huid werd tot lectotype benoemd. Een andere naam die aan R. l. sakeratensis is gegeven is Rattus rattus exiguus Howell, 1927 uit de Chinese provincie Fujian. Die verschilt echter niet van andere populaties van R. l. sakeratensis.